# گنج شایگان (متون پهلوی)
گنج شایگان کتابی از دستور پشوتن بهرام سنجانا مشتمل بر مجموعه‌ای از متون پهلوی‌ به دو زبان انگلیسی و گجراتی است که در سال ۱۸۸۵ منتشر شد.

## محتوا
- یادگار بزرگ‌مهر
- اندرز خسرو قبادان
- اندرز دانایان به مزدیسنان